# Торинска военна академия
Торинската военна академия (на италиански: Scuola di Applicazione e Istituto di Studi Militari dell' Esercito) e военно училище в град Торино, Италия.
Военното училище е основано в 1739 година и дълги години е сред най-престижните в Европа. В академията са учили много български офицери.

## Известни випускници
- Пиетро Бадолио, италиански маршал
- Никола Бакърджиев, български генерал от пехотата
- Климент Бояджиев, български генерал-лейтенант
- Йордан Венедиков, български генерал-майор
- Петър Дървингов, български полковник
- Никола Жеков, български генерал от пехотата
- Христо Калфов, български полковник
- Иван Колев, български генерал-лейтенант
- Калин Найденов, български генерал-лейтенант
- Стефан Нойков, български полковник
- Атанас Тодоров, български генерал-майор
- Иван Фичев, български генерал-лейтенант
- Илия Каблешков, български генерал-майор